# Kırşehirspor
Kırşehirspor ist ein türkischer Fußballverein aus Kırşehir.

## Geschichte

### Gründung
Der Klub wurde 1969 aus den Vereinen Kılıçözü, Esnafspor und Yağmurlugücü zusammengeschlossen. Zwischen 1969 und 1993 verbrachte der Verein seine meiste Zeit in der TFF 2. Lig und der TFF 3. Lig, bevor man am Ende der Saison 1992/93 in die Amateurklasse abstieg. Seit seiner Gründung hatte der Verein mit finanziellen Schwierigkeiten zu kämpfen und musste mehrere Male Insolvenz anmelden, was auch der Grund für Namensänderungen war. Mehrere Saisons lang spielte man deswegen unter dem Namen Yeni Kırşehirspor.

### Systembedingter Abstieg in die TFF 3. Lig
Da mit der Saison 2001/02 der türkische Profi-Fußball grundlegenden Änderungen unterzogen werden sollte, wurden bereits in der Spielzeit 2000/01 Vorbereitungen für diese Umstellung unternommen. Bisher bestand der Profifußball in der Türkei aus drei Ligen: Der höchsten Spielklasse, der einspurigen Türkiye 1. Futbol Ligi, der zweitklassigen fünfspurig und in zwei Etappen gespielten Türkiye 2. Futbol Ligi und der drittklassigen und achtgleisig gespielten Türkiye 3. Futbol Ligi. Zur Saison 2001/02 wurde der Profifußball auf vier Profiligen erweitert. Während die Türkiye 1. Futbol Ligi unverändert blieb, wurde die Türkiye 2. Futbol Ligi in die nun zweithöchste Spielklasse, die Türkiye 2. Futbol Ligi A Kategorisi (zu dt.: 2. Fußballliga der Kategorie A der Türkei), und die dritthöchste Spielklasse, die Türkiye 2. Futbol Ligi B Kategorisi (zu dt.: 2. Fußballliga der Kategorie B der Türkei), aufgeteilt. Die nachgeordnete Türkiye 3. Futbol Ligi wurde fortan somit die vierthöchste Spielklasse, die TFF 3. Lig. Jene Mannschaften, die in der Drittligasaison 2000/01 lediglich einen mittleren Tabellenplatz belegten, wurden für die kommende Saison in die neugeschaffene vierthöchste türkische Spielklasse, in die 3. Lig zugewiesen. Kırşehir Petlasspor, welches die Liga auf dem 7. Tabellenplatz beendet hatte, musste so systembedingt in die 3. Lig absteigen.
Im Jahr 2011/12 folgte erneut ein unglücklicher Abstieg von der TFF 3. Lig in die Bölgesel Amatör Lig. Die Fans des Vereins nennen sich in Anlehnung an die Vereinsfarben „Greenwolfes“.

## Ligazugehörigkeit
- TFF 1. Lig: 1982–84, 1986–87
- TFF 2. Lig: 1969–75, 1984–86, 1987–93, 1999–01, 2003–09, Seit 2019
- TFF 3. Lig: 2001–03, 2009–11, 2018–19
- Amatör Lig: 2011–2018

## Trainer (Auswahl)
- Necip Cemal Gökalp (Juni 1986  – Mai 1987)
- Abdullah Duran (April 2000  – Dezember 2000)
- Şevket Kesler (August 2005  – September 2005)
- İlyas Tüfekçi (Oktober 2007 – Dezember 2007)
- Tarık Yurttaş (Januar 2008  – Mai 2008)
- Tarık Yurttaş (Oktober 2008  – Mai 2010)
- Tarık Yurttaş (September 2010  – Februar 2011)
- Selahaddin Dinçel (August 2018 – )